# راجرز (مینه‌سوتا)
راجرز (به انگلیسی: Rogers) شهری در شهرستان هنپین ایالت مینه‌سوتا در کشور ایالات متحده آمریکا است که جمعیت آن در سرشماری سال ۲۰۱۰ میلادی، ۸۵۹۷ نفر بوده‌است.